# Kurandahalli, Malur
Kurandahalli là một làng thuộc tehsil Malur, huyện Kolar, bang Karnataka, Ấn Độ.